# Steve Stevens
Steve Stevens, vero nome Steven Bruce Schneider (Brooklyn, 5 maggio 1959), è un chitarrista statunitense.

## Biografia
Stevens iniziò a suonare la chitarra all'età di 7 anni, e successivamente divenne un grande fan del progressive rock, specialmente di gruppi come Emerson, Lake & Palmer e Yes. Durante il periodo in cui suonava a Manhattan, Stevens registrò un disco poi irrealizzato con la sua band, i Fine Maribus, ma suonò anche nel disco solista del batterista dei Kiss Peter Criss Let Me Rock You nel 1982 (il chitarrista è accreditato anche come compositore per la traccia "First Day in the Rain").
Fu sempre nei primi anni ottanta che Stevens raggiunse la nuova band solista di Billy Idol, ex frontman della punk rock band Generation X che in quel periodo si ricollocò a New York con l'intento di lanciare la sua carriera solista. Idol trovò in Stevens il chitarrista perfetto, e con l'ex manager dei Kiss Bill Aucoin, la carriera dei due salì alle stelle. Dalla combinazione con il punk di Idol e l'hard rock di Stevens con la musica dance, Idol divenne una delle prime stelle della prima era di MTV, grazie a dischi come Billy Idol (1982) e Rebel Yell (1983) arricchiti dalla tecnica chitarristica di Stevens.
Dopo una serie di altri successi con Idol, Stevens lanciò la sua carriera solista, abbandonando Idol alla fine nel decennio. Stevens apparve inoltre come ospite in vari lavori come Here's to Future Days dei Thompson Twins nel 1985, This Side of Paradise di Ric Ocasek nel 1986, Bad di Michael Jackson nel 1987, e Don't Explain di Robert Palmer nel 1990, tra gli altri. Inoltre, Stevens apparve nella colonna sonora di Top Gun nel 1986, dove collaborò con il tastierista Harold Faltermeyer nella traccia "Top Gun Anthem" (che fece guadagnare al chitarrista un Grammy Award). Nel 1988 Stevens decise di fondare una propria band, gli Atomic Playboys. La formazione venne composta dall'ex cantante dei Warrior e Rough Cutt Parramore McCarty, l'ex batterista dei Scandal Thommy Price che, assieme al tastierista Phil Ashley, aveva già suonato con Stevens nella band di Billy Idol. Ashley aveva inoltre già collaborato con noti artisti come Tina Turner, Mick Jagger, Cher e Joe Satriani. Ad unirsi alla formazione come bassista fu Bruce Turgon futuro bassista dei Foreigner e Lou Gramm. Pubblicarono un disco omonimo per la Warner Bros. nel 1989. Il disco venne ben accolto dalla critica, ma all'interno della formazione sorsero dei contrasti. Infatti McCarty decise di abbandonare il progetto, che venne conseguentemente sciolto nello stesso anno. Nel 1990 collabora con il singer Adam Bomb, partecipando alle sessioni del disco New York Times assieme ad altri rinomati session player. Questo disco vedrà però la luce appena nel 1997. Nel 1990 Stevens prese parte ad una nuova band fondata dal leader degli Hanoi Rocks Michael Monroe. La band, chiamata Jerusalem Slim, era inoltre composta dal bassista Sam Yaffa, già membro degli Hanoi Rocks assieme a Monroe, e dal batterista Greg Ellis proveniente dagli Shark Island. Dopo la pubblicazione di un album omonimo, il gruppo si sciolse quando lo stesso Stevens abbandonò il progetto per raggiungere la band solista dell'ex cantante dei Mötley Crüe Vince Neil, ironicamente lo stesso uomo che aveva in un certo senso provocato lo scioglimento degli Hanoi Rocks. Stevens partecipò al disco Exposed, nel 1993 con relativo tour di supporto, ma decise poi di prendere strade separate. Il chitarrista trovò finalmente l'opportunità di dare inizio ad un supergruppo prog rock dall'unione con il bassista dei King Crimson Tony Levin ed il batterista Terry Bozzio in un progetto chiamato "Bozzio Levin Stevens", il quale darà alle stampe due album: Black Light Syndrome nel 1997 e Situation Dangerous nel 2000. Nel 1999 pubblica un altro seguito solista intitolato Flamenco A Go-Go, nel quale si orienta sul flamenco. Attorno allo stesso periodo, Stevens si riunì con Idol, apparendo al fianco del singer nel disco VH1 Storytellers nel 2001. Seguiranno altre collaborazioni con Idol durante gli anni duemila. A distanza di 9 anni Stevens riprende parallelamente la carriera solista con la recente pubblicazione del nuovo album Memory Crash, pubblicato nel 2008 per la Magna Carta Records.

## Discografia

### Solista
- The Guitar World According To Steve Stevens (1986)
- Atomic Playboys (1989)
- Akai Guitar Sample Collection (1994)
- Flamenco A Go-Go (1999)
- Memory Crash (2008)

### Con Billy Idol
- Billy Idol (1982)
- Rebel Yell (1983)
- Whiplash Smile (1986)
- Vital Idol (1987)
- Idol Songs: 11 of the Best (1988)
- VH1's Storytellers: Billy Idol (2001)
- Behind The Music (2002)
- Devil's Playground (2005)
- The Very Best of Billy Idol: Idolize Yourself (2008)
- Kings & Queens of the Underground (2014)

### Con i Bozzio Levin Stevens
- Black Light Syndrome (1997)
- Situation Dangerous (2000)

### Con Adam Bomb
- New York Times (1997)
- Bone Yard (2004)
- Acoustica (2004)

### Altri album
- Peter Criss - Let Me Rock You (1982)
- Thompson Twins - Here's to Future Days (1985)
- Ric Ocasek - This Side of Paradise (1986)
- Michael Jackson - Bad (1987)
- The System - Don't Disturb This Groove (1987)
- Joni Mitchell - Chalk Mark in a Rainstorm (1988)
- Varii artisti - Merry Axemas, Vol. 2: More Guitars For Christmas (1988)
- Robert Palmer - Don't Explain (1990)
- McQueen Street - McQueen Street (1991)
- Jerusalem Slim - Jerusalem Slim (1992)
- Vince Neil - Exposed (1993)
- Scooter - Our Happy Hardcore (1994)
- Steve Lukather - Lukather (1989)
- Kyosuke Himuro - Beat Haze Odyssey (1998)
- Gregg Bissonette - Submarine (2000)
- Juno Reactor - Shango (2000)
- Simon Shaheen - Blue Flame (2001)
- Faudel - Samra (2001)
- Jizzy Pearl - Just a Boy (2004)
- Derek Sherinian - Mythology (2004)